# 下高井戸おおぞら公園
下高井戸おおぞら公園は、東京都杉並区下高井戸にある杉並区立の都市計画公園である。防災広場が整備されている。元々は東京電力総合グラウンド（とうきょうでんりょくそうごうグラウンド）という名称で東京電力の所有の野球場とテニスコートが設置されている運動場であったが、福島第一原子力発電所事故に伴い、2012年7月27日杉並区に59億8080万円で売却され、（暫定）遊び場106番運動場として運用されていたが、2017年4月8日に下高井戸おおぞら公園として再整備の上開園した。今は遊具も多数置かれて、子供達の憩いの場となっている。
東電時代からは杉並区が借り入れているため杉並区民または杉並在勤の者なら無料で利用できるようになっていた。